# Landskrona
Landskrona este un oraș în Suedia.

## Demografie
| \| Evoluția demografică a zonei urbane Landskrona, 1970–2015 \| Evoluția demografică a zonei urbane Landskrona, 1970–2015 \| Evoluția demografică a zonei urbane Landskrona, 1970–2015 \| Evoluția demografică a zonei urbane Landskrona, 1970–2015 \| Evoluția demografică a zonei urbane Landskrona, 1970–2015 \| \| --------------------------------------------------------------------------------------- \| --------------------------------------------------------- \| --------------------------------------------------------- \| --------------------------------------------------------- \| --------------------------------------------------------- \| \| An \| \| \| Locuitori \| \| \| 1970 \| 1970 \| \| 30.110 \| 30.110 \| \| 1975 \| 1975 \| \| 29.486 \| 29.486 \| \| 1980 \| 1980 \| \| 27.145 \| 27.145 \| \| 1990 \| 1990 \| \| 26.595 \| 26.595 \| \| 1995 \| 1995 \| \| 27.924 \| 27.924 \| \| 2000 \| 2000 \| \| 27.393 \| 27.393 \| \| 2005 \| 2005 \| \| 28.670 \| 28.670 \| \| 2010 \| 2010 \| \| 30.499 \| 30.499 \| \| 2015 \| 2015 \| \| 32.229 \| 32.229 \| \| Sursa: SCB - Statistika Centralbyrån, Folkmängden per tätort. Vart femte år 1960 - 2016 \| \| \| \| \| |      |  |           |        |
| Evoluția demografică a zonei urbane Landskrona, 1970–2015 |      |  |           |        |
| An |      |  | Locuitori |        |
| 1970 | 1970 |  | 30.110    | 30.110 |
| 1975 | 1975 |  | 29.486    | 29.486 |
| 1980 | 1980 |  | 27.145    | 27.145 |
| 1990 | 1990 |  | 26.595    | 26.595 |
| 1995 | 1995 |  | 27.924    | 27.924 |
| 2000 | 2000 |  | 27.393    | 27.393 |
| 2005 | 2005 |  | 28.670    | 28.670 |
| 2010 | 2010 |  | 30.499    | 30.499 |
| 2015 | 2015 |  | 32.229    | 32.229 |
| Sursa: SCB - Statistika Centralbyrån, Folkmängden per tätort. Vart femte år 1960 - 2016 |      |  |           |        |